# Rudolf Posch (Journalist)
Rudolf Posch (* 13. September 1887 in Trient; † 9. Dezember 1948 in Bozen) war ein Südtiroler Priester und Journalist.

## Biographie
Posch wurde 1887 in Trient als Sohn eines österreichischen Steuerbeamten geboren. Nach der Volksschule in Neumarkt und dem Besuch des deutschen Gymnasiums in Trient entschloss er sich zum Eintritt ins Priesterseminar. Am 29. Juni 1911 wurde er in Trient zum Priester geweiht. Es folgten Kooperatorenjahre in Leifers und Branzoll. Als Italien 1915 in den Ersten Weltkrieg eintrat, wurde Posch Feldkurat der Kaiserjäger. In den ersten Friedensmonaten durfte Posch nicht über die frisch gezogene Brennergrenze, er nahm daher zuerst eine Kooperatorenstelle in Pill im Unterinntal an. Später durfte er in seine Heimatdiözese zurückkehren, zuerst nach Nals und dann nach Kurtatsch.
Als Berichterstatter aus der Unterlandler Pfarrei sandte Posch regelmäßig Briefe an die Redaktion des Volksboten, in denen er auch Ratschläge für besseres Zeitungsdeutsch gab. So empfahl er sich für einen Beruf im Journalismus. Kanonikus Michael Gamper bat Erzbischof Celestino Endrici von Trient, den Geistlichen für das Redaktionsteam in Bozen abzustellen. Am 1. Oktober 1924 hatte Posch seinen Einstand in der Redaktion des Landsmann. Als Trentiner, der von seiner Mutter auch die italienische Sprache perfekt erlernt hatte, wurde er von den faschistischen Behörden einigermaßen respektiert und konnte zur Entspannung der Situation beitragen. Nach der zeitungslosen Zeit von Oktober 1926 bis Neujahr 1927 wurde der Wipptaler Josef Eisendle Chefredakteur der Dolomiten und des Volksboten. Der plötzliche Tod von Eisendle im Jahr 1935 traf die Redaktion schwer. Posch sprang in die Bresche und übernahm das Amt.

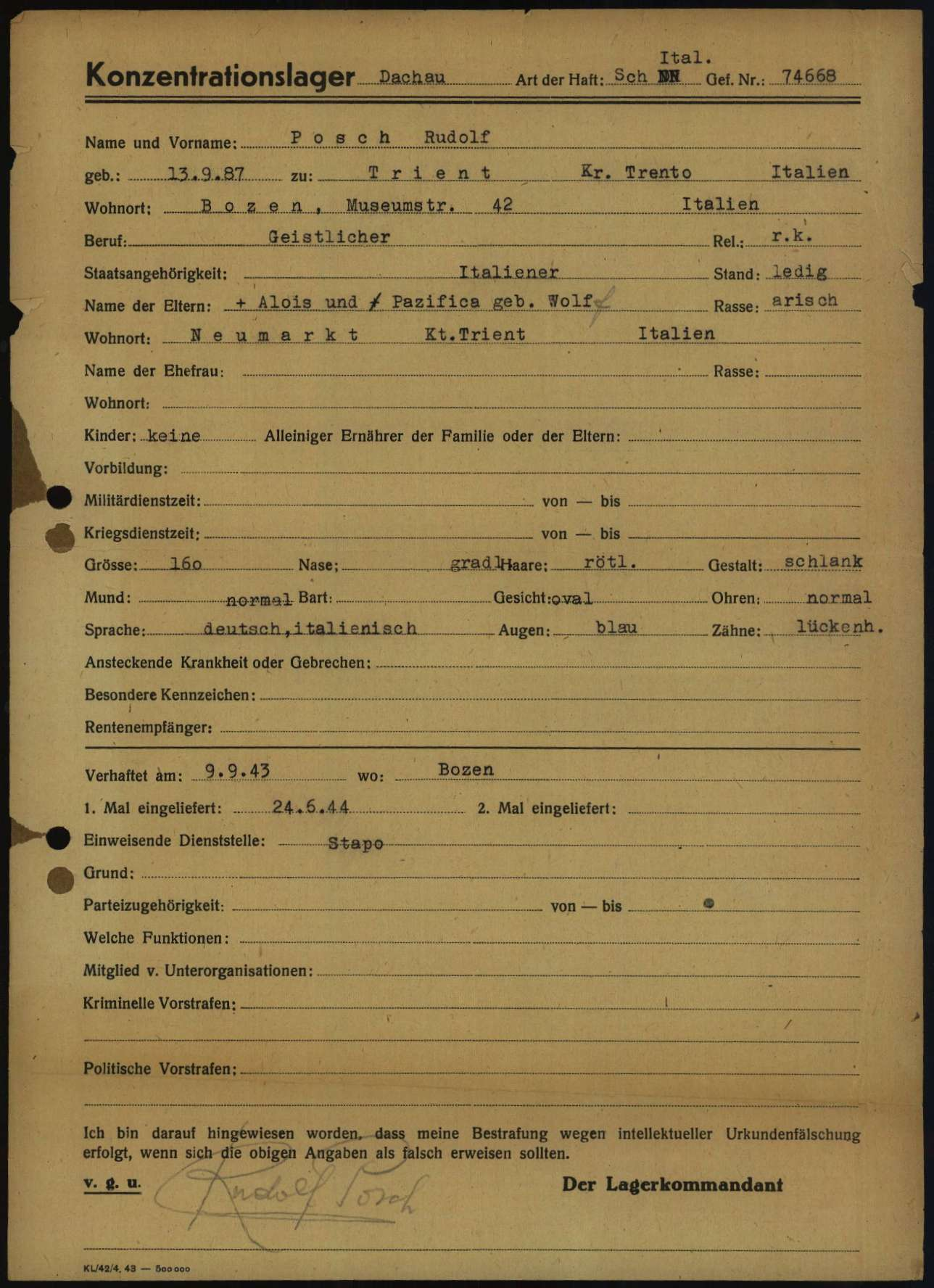
Anmeldeformular von Rudolf Posch als Gefangener im nationalsozialistischen Konzentrationslager Dachau

Für den Pressepriester begann daraufhin ein zermürbender Kleinkrieg mit den faschistischen Behörden. Mahnungen und Verwarnungen gehörten zum Alltag der geknebelten Blattmacher in Bozen. Nach dem Sturz Mussolinis (25. April 1943) hoffte der Dolomiten-Chef auf ein Ende von Krieg, Unterdrückung und Auswanderung. Doch für ihn begann erst die schwerste Zeit seines Lebens. Die Nationalsozialisten hatten gegen den Optionsgegner bereits Material gesammelt. Nach ihrem Einmarsch ahnte er selbst, dass er in größter Gefahr war. Die Flucht lehnte er trotzdem ab. Am 9. September 1943 wurde der Chefredakteur in Handschellen aus der Redaktion der Dolomiten in der Bozner Museumstraße geführt und über Innsbruck und Landshut ins Konzentrationslager Dachau gebracht. Von dort kehrte Posch nach 20 Monaten Haft mit schwer angegriffener Gesundheit zurück. Er nahm seine Arbeit bei den Dolomiten wieder auf, gab die Schriftleitung aber 1946 an Kanonikus Gamper ab, der inzwischen aus dem Exil in Rom zurückgekehrt war.
Posch starb völlig unerwartet am 9. Dezember 1948 in Bozen.